# Heinz Paula
Heinz Paula  (* 24. April 1951 in Burgheim) ist ein deutscher Politiker (SPD). Er war von 2002 bis 2013 Mitglied des Deutschen Bundestages.

## Leben und Beruf
Nach dem Abitur im Jahr 1972 absolvierte Paula bis 1975 ein Studium für das Lehramt an Grund- und Hauptschulen und war anschließend als Lehrer, zuletzt an der Goethe-Hauptschule in Augsburg tätig. 
Heinz Paula ist verheiratet. 
Paula engagiert sich im Tierschutz. Er ist Vorsitzender des Augsburger Tierschutzvereins.

## Partei
Paula trat im Jahr 1975 in die SPD ein und war von 1999 bis 2010 Vorsitzender des SPD-Unterbezirks Augsburg. Seit 2000 war er außerdem stellvertretender Vorsitzender des SPD-Bezirks Schwaben.

## Abgeordneter
Von 1990 bis 2003 gehörte Paula dem Stadtrat von Augsburg an. 
Von 2002 bis 2013 war er Mitglied des Deutschen Bundestages. Hier war er seit 2005 stellvertretender Vorsitzender der Deutsch-Slowenischen Parlamentariergruppe und seit 2009 Tierschutzbeauftragter der SPD-Bundestagsfraktion. 
Darüber hinaus ist er Vorsitzender des Bündnis für Menschenwürde Augsburg-Schwaben e.V. und der Schutzgemeinschaft Lech. Heinz Paula ist stets über die Landesliste Bayern in den Bundestag eingezogen. Sein Wahlkreis war Augsburg-Stadt.